# Новый Кокуй (Каксинвайское сельское поселение)
Новый Кокуй — деревня в Малмыжском районе Кировской области. Входит в состав Каксинвайского сельского поселения. По данным переписи населения 2010 года в деревне Новый Кокуй проживают 66 человек.

## География
Расположена в 5 км от реки Шабанка и в 4 км от реки Малая Шабанка, в 56 км от административного центра района города Малмыж.

## История
Дата основания — 1724 год, прежнее название: Слободские Прудки.
В советский период возглавлял Большешабанский сельсовет, к 2002 году — административный центр Большешабанского сельского округа

## Население
| 2010 |
| ---- |
| 66   |

## Инфраструктура
Личное подсобное хозяйство.
Основа экономики — сельское хозяйство.

## Транспорт
Деревня доступна автотранспортом. 